# 基督教香港信義會深信學校
基督教香港信義會深信學校（英語：The ELCHK Faith Lutheran School），是一所位於石硤尾白田的男女子資助小學，由基督教香港信義會創办。

## 校政管理

### 歷任校監
- 張子元 先生[2]
- 朱炳強 先生[3]
- 梁偉成 先生
- 楊有志 先生

### 歷任校長

#### 下午校
- 黎國豪 先生[2]

#### 全日
- 鄧惠怡 女士[3]
- 潘自榮 先生

## 歷史發展

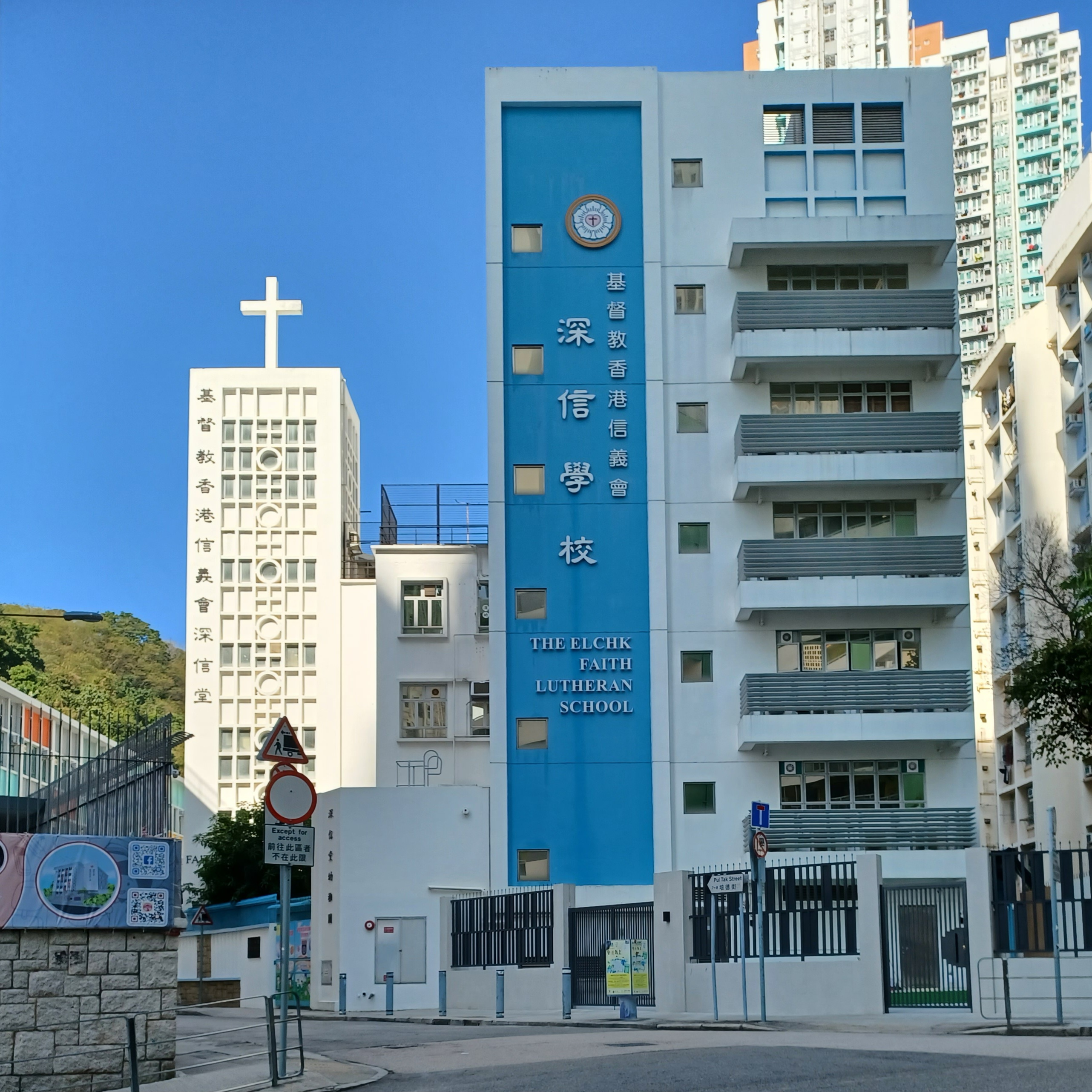
位於培德街8號的基督教香港信義會深信學校

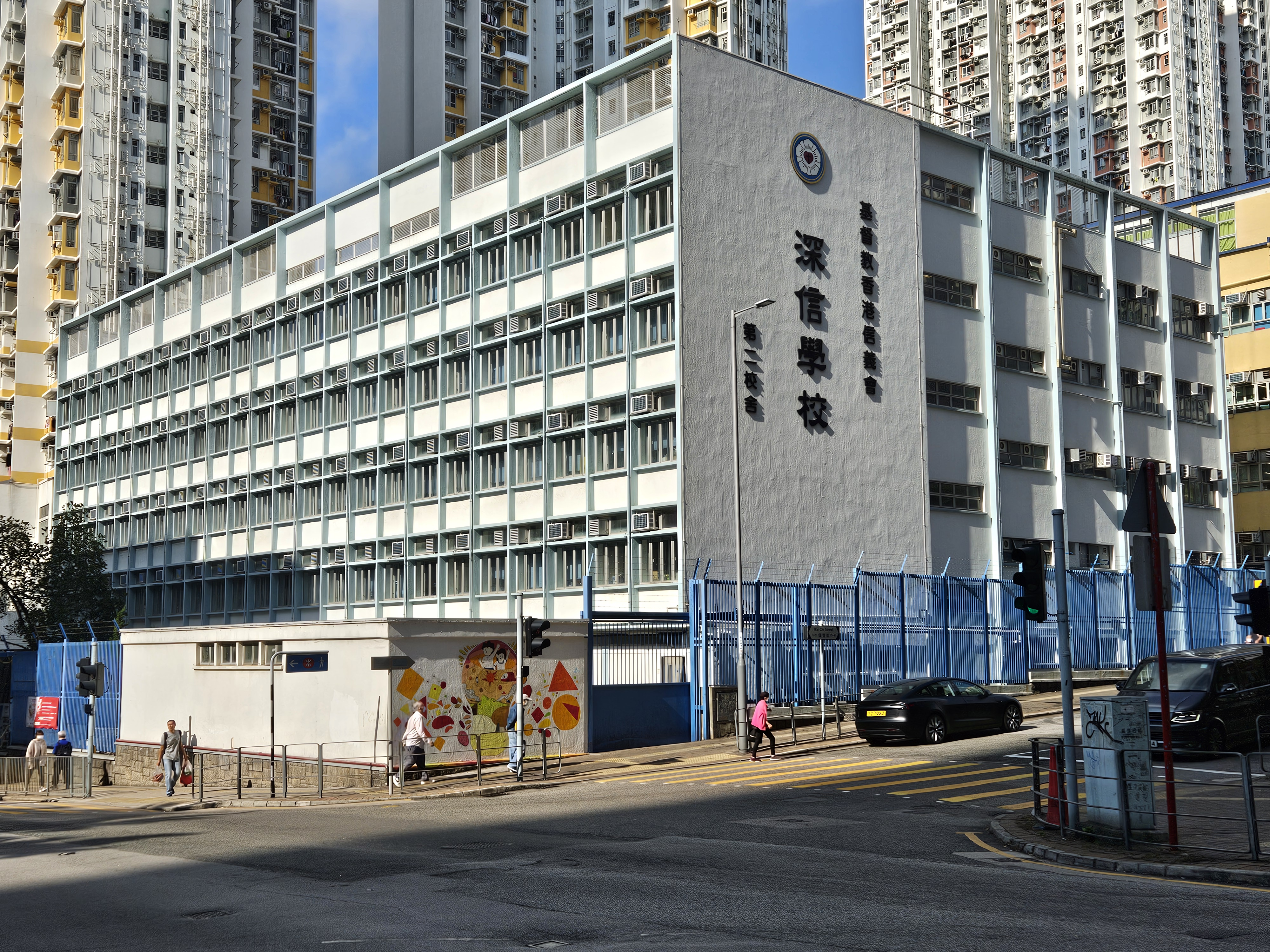
位於南昌街221號的基督教香港信義會深信學校第二校舍

1965年，郭蔚文牧師被奧古斯坦拿差會沙田區教會派往深水埗區工作，同年10月，他成立了「深水埗信義會」（現已改名為基督教香港信義會） 。郭氏翌年提出要在基屠市民區興建一所學校，成員一致同意他的想法。於是，深水埗信義會的成員開始籌備資金，結果於1961年成功籌備資金。郭蔚文牧師未幾決定在石硤尾內興建一所小學，選取石硤尾白田的培德街8號作學校的位址。該校校舍工程後來於1963年正式完工，郭氏決定將該校命名為「基督教香港信義會深信學校」，同年9月正式開校。分開上、下午部。
及至1997年，基督教香港信義會深信學校將上下午部合併為同一所學校，並轉為全日制小學。2015年，因為該校有太多雙非學生，校方遂向教育局申請將已荒廢近6年的石硤尾南昌街221號（舊石硤尾官立小學校址）轉為基督教香港信義會深信學校的第二校舍，最後獲批。於2018年正式搬入該地址。該校現時推行小班教學，一至六年级（A至F班）均設6班。正校供小三至小四年級使用，而分校則供小一、小二、小五及小六年級上課。

## 學校設施
基督教香港信義會深信學校第一校舍佔地約2700平方米。同時設有電腦室、電腦語言室、輔導教學室兩間、英語閱讀室、學生活動中心、音樂室和社工室。第二校舍（至2027年）的學校面積則為大約2200平方米。

## 外部連接
- 基督教香港信義會深信學校 （页面存档备份，存于）